# Fraggio
Fraggio (Fracc [fratʃ] in dialetto bergamasco) è una contrada della frazione di Pizzino nel comune di Taleggio nell'omonima valle. Situato in posizione soprelevata rispetto a Pizzino, l'abitato rappresenta un chiaro esempio di borgo tipico montano del XV secolo.

## Geografia fisica
Il Fraggio si trova nei pascoli sopra il Santuario di Salzana a 995 m s.l.m.
La contrada è collegata alla strada comunale carrozzabile tramite una strada agrosilvopastorale. Dista 40 chilometri a nord da Bergamo e 85 chilometri a nord-est da Milano.
Il clima è variabile e cambia in base alla stagione. Gli inverni sono generalmente freddi e umidi mentre le estati miti e soleggiate. Il mese più caldo è quello di luglio dove si possono raggiungere picchi di 25 gradi. Maggio risulta essere il mese più piovoso dell'anno caratterizzato da fenomeni temporaleschi di media intensità per brevi periodi di tempo.

## Origini del nome
Il termine trae origine da rada, che significa rami spezzati in latino. Nei dialetti lombardi, parole come "fracc", "fracia" e altre simili assumono significati traslati diversi, come ad esempio "riparo fatto di rami intrecciati" o "argine composto da rami e terriccio". 
L'attuale toponimo è l'ultimo di una serie di nomi riportati su carte geografiche dal 1500 ad oggi e che sono: il Frachio (1575); il Fragi (1580); Fraggio (1714); il Freddo (1718-1770-1776-1777-1790); il Frato (1782); Fraggio (1856-1862).

## Storia
Il Fraggio, nel XVI secolo era l'ultima località della Repubblica di Venezia prima di giungere nel Ducato di Milano. In passato erano presenti un forno per il pane, un'osteria con tabaccheria e persino un tribunale chiamato pretorio, decorato con figure e iscrizioni in latino e arredato con scranni di noce. Nei sotterranei erano presenti delle celle con cancellate in ferro battuto.
Nel 1445 venne eretta il primo luogo di culto: una piccola cappella votiva dedicata a Santa Margherita. In seguito il complesso venne riedificato nel 1493, dedicato e consacrato a San Lorenzo Martire nel 1548 contestualmente al vicino Santuario di Salzana. Celebri sono le visite pastorali di San Carlo Borromeo avvenute il 20 ottobre 1566 e il 13 agosto 1582, in cui benedisse la vicina fontana.
A causa dello spopolamento nel secondo dopoguerra, il borgo inizia a spopolarsi cadendo in abbandono.
Dalla seconda metà degli anni 90', grazie al lavoro dei volontari, il borgo è stato rivalutato e ristrutturato in alcune sue abitazioni.

## Monumenti e luoghi d'interesse

### Architetture religiose

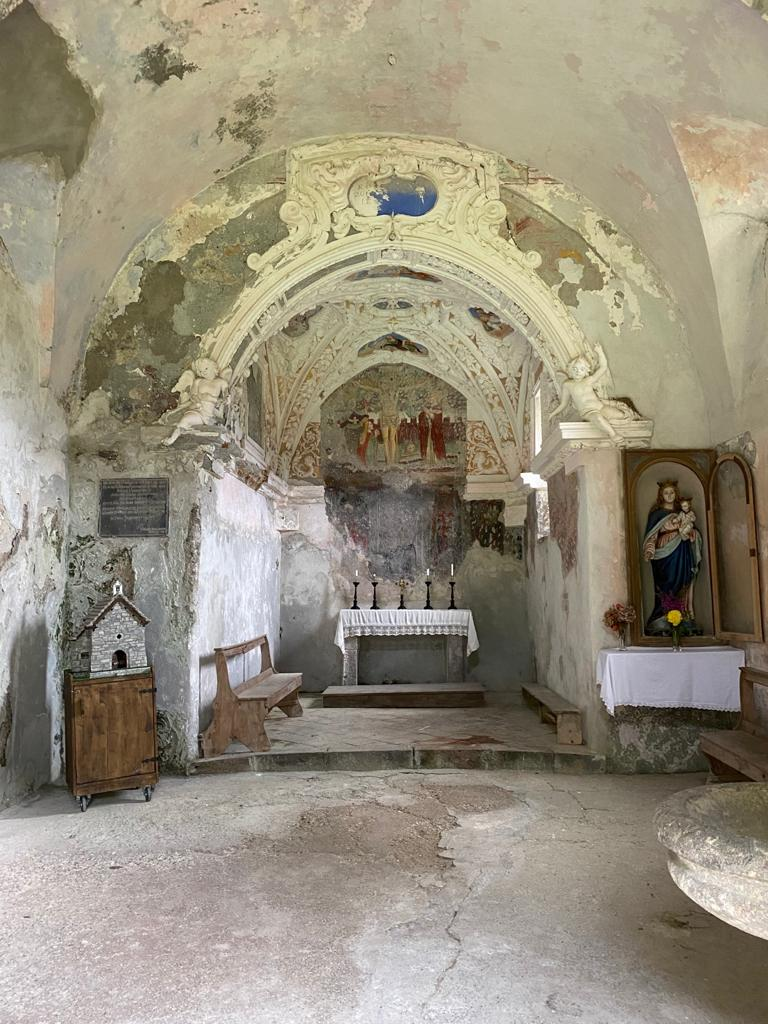
Interno dell'oratorio di San Lorenzo

#### Oratorio di San Lorenzo
Nel 1445, nella piccola contrada del Fraggio, piccola località posta nei pressi di Pizzino in Val Taleggio, venne costruita una piccola cappella votiva dedicata a Santa Margherita. Tuttavia l'edificio non era sufficiente secondo le esigenze della popolazione locale. Di comune accordo venne eretta poco distante una nuova struttura più capiente dedicata a san Lorenzo Levita inaugurata solennemente il 14 luglio 1493. La chiesa venne consacrata contemporaneamente al vicino Santuario di Salzana nel 1548. Il 13 agosto 1582 il cardinale san Carlo Borromeo, durante una delle sue visite pastorali nella Diocesi di Milano celebrò una funzione all'interno dell'oratorio e benedisse la vicina fonte. Nel 1930, gli abitanti del Fraggio acquistarono una statua raffigurante la Madonna delle Grazie, inserendola in una nicchia a destra dell'altare. Il tetto venne completamente ricostruito nel 1995 con l'utilizzo delle piöde, le tradizionali lastre di ardesia, facilmente riscontrabili sui tetti della Val Taleggio e della Valle Imagna.

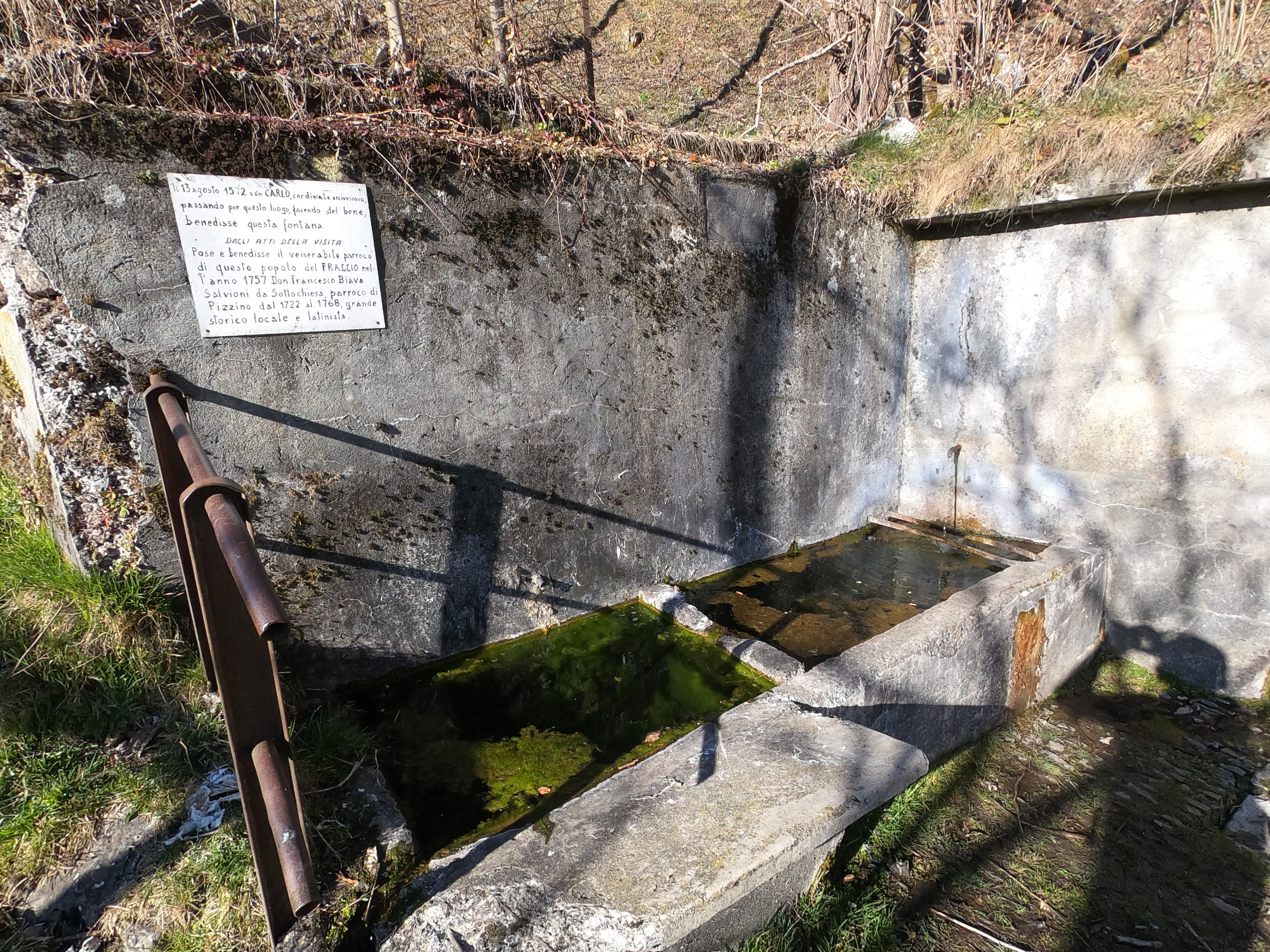
Il lavatoio e la lapide in alto a destra

### Architetture civili

#### Fontana di San Carlo Borromeo
All'esterno dell'abitato, accanto alla mulattiera che porta a Pizzino, è presente l'antico lavatoio che benedisse San Carlo Borromeo il 13 agosto 1582. A memoria della visita, fu posta una lapida al di sopra della vasca recante l'iscrizione: 
MENSIS AUGUSTI 1582
S. CAROLUS CARD. ARCHIEPISCH
PERTRANSIENS BENEFACIENDO
HIC FONTI BENEDIXIT
( EX. ACT. VISITATIONIS - P. FRANCISCUS BIAVA SALV.

POSUIT)

## Geografia antropica
Il borgo si sviluppa attorno all'oratorio di San Lorenzo. L'accesso è consentito alle autovetture dalla strada sterrata agrosilvo pastorale e ai pedoni dalla mulattiera che sale da Pizzino.

## Economia
L'economia del Fraggio era strettamente legata all'allevamento di bovini per la produzione di latte e carne. Questa attività agropecuaria è stata una componente fondamentale della vita economica e culturale della comunità locale per molti decenni. Dal 1700 fino alla seconda metà del 900' era presente il fenomeno dei bergamini, abitanti della pianura milanese e lodigiana che d'estate migravano negli alpeggi della Valle con il bestiame. A causa delle difficili condizioni economiche, dello spopolamento e dell'avvento tecnologico con la modernizzazione delle tecniche di allevamento, questo fenomeno scomparì lentamente ed inesorabilmente nel secondo dopoguerra.

## Infrastrutture e trasporti

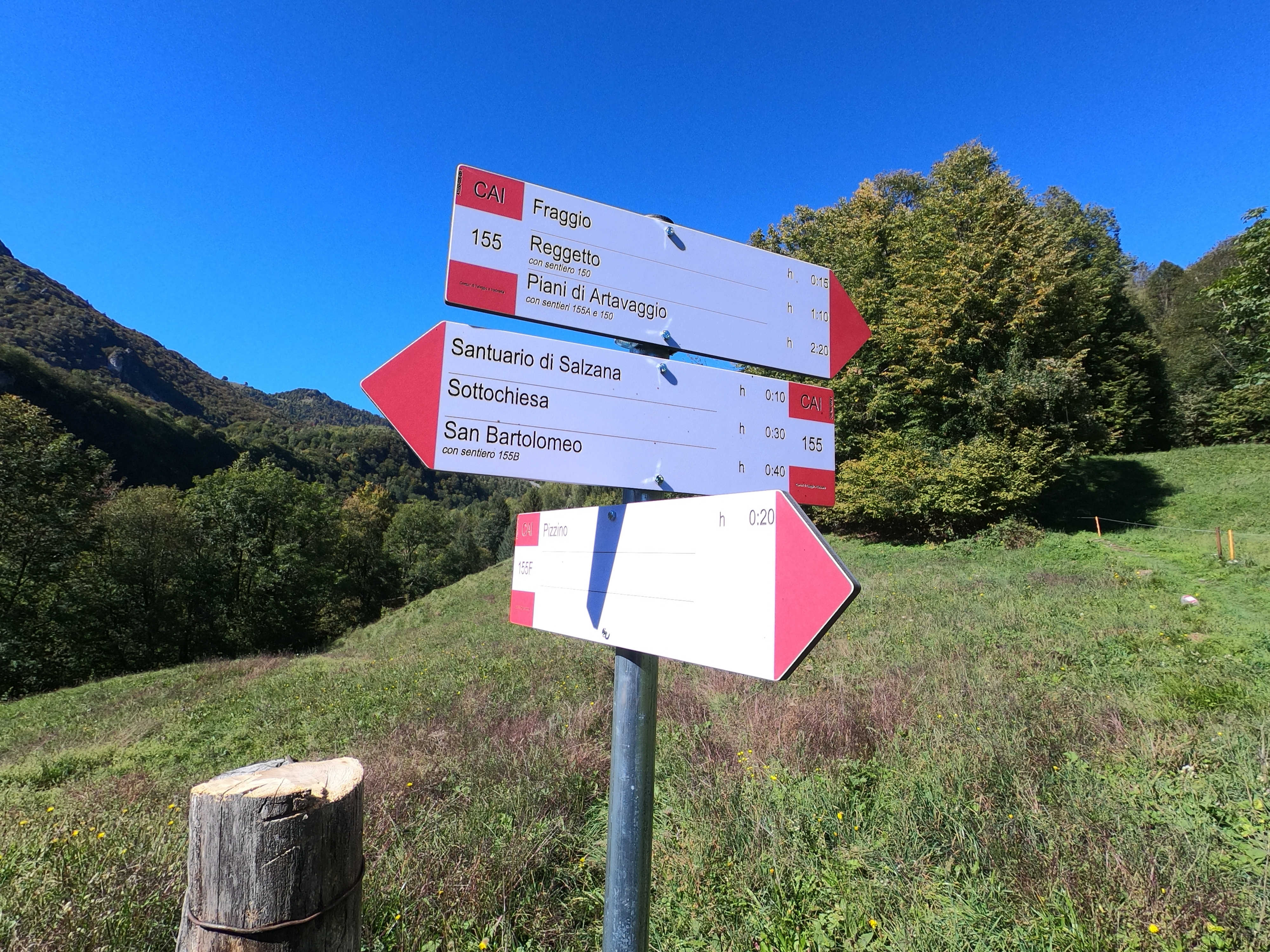
Segnavia fuori dall'abitato

Fraggio è collegato alla strada Provinciale 25 San Giovanni Bianco-Val Bordesigli tramite una strada sterrata.
Appena fuori dall'abitato si dipana una fitta rete di sentieri escursionistici e mulattiere che raggiunge gli alpeggi in quota, Reggetto, San Bartolomeo, Sottochiesa e i Piani di Artavaggio tramite il sentiero 155A.